# Albright Institute of Archaeological Research
Das W. F. Albright Institute of Archaeological Research (AIAR) ist eine archäologische Forschungseinrichtung in Ost-Jerusalem. Es ist das älteste amerikanische Forschungszentrum für Vorderasiatische Altertumswissenschaften im Nahen Osten. Als American School of Oriental Research im Jahre 1900 gegründet, wurde es im Jahre 1970 nach dem langjährigen Direktor und Vater der biblischen Archäologie, William Foxwell Albright, umbenannt. Aufgabe des Instituts ist die Entwicklung und Verbreitung wissenschaftlicher Kenntnisse über Literatur, Geschichte und Kultur des Vorderen Orients, sowie die Erforschung der Zivilisationen der Levante von der Vorgeschichte bis zur frühislamischen Zeit.

## Beschreibung
Heute ist das Albright-Institut als eines von drei Instituten an die American Society of Overseas Research (bis 2021 American Schools of Oriental Research) (ASOR) angeschlossen; die beiden anderen sind das American Center of Research (bis 2020 American Center of Oriental Research) (ACOR) in Amman, Jordanien, und das Cyprus American Archaeological Research Institute (CAARI) in Nikosia, Zypern. Im Jahr 1948 spielte die damalige American School of Oriental Research, auch bekannt als die Jerusalem-Schule, eine wichtige Rolle bei der Entdeckung und Identifizierung der Schriftrollen vom Toten Meer. Zwischen 1981 und 1996 erforschte das Albright-Institut zusammen mit dem Institut für Archäologie der Universität von Jerusalem die antike Philister-Stadt von Ekron (Tel Miqne), ein Mitglied des in der Bibel erwähnten Fünfstädtebundes. Seit der Ernennung des neuen Direktors, Matthew J. Adams (2014), engagiert sich das Institut im Regionalprojekt Jesreel-Tal, einem langfristigen, multidisziplinären Survey- und Ausgrabungsprojekt, das die Geschichte der menschlichen Entwicklung in der Jesreel-Ebene von der Altsteinzeit bis zur osmanischen Periode untersucht.
Das Albright-Institut befindet sich in einem historischen Gebäude der 1920er-Jahre, jetzt ein Wahrzeichen von Jerusalem. Es enthält Wohn- und Forschungseinrichtungen, darunter eine Bibliothek mit 35.000 Bänden, Büros und archäologische Labors.

## Stipendien
Das internationale Stipendienprogramm des Instituts soll eine Kultur der geistigen Integrität und des Respekts fördern. Für Studenten und Wissenschaftler aus der ganzen Welt einschließlich Israelis und Palästinenser bietet es die Gelegenheit zum Austausch von Informationen und Ideen. Es fördert auch die Zusammenarbeit von verwandten Institutionen Israels und der palästinensischen Autonomiebehörde. Mehr als 3.000 Personen nehmen jedes Jahr an Programmen des Albright Instituts teil, darunter Vorträge, Berichte, Workshops, Exkursionen und Veranstaltungen. Das Institut unterstützt auch zahlreiche ASOR-angegliederte Ausgrabungs-, Survey- und Publikations-Projekte.

## Schriftrollen vom Toten Meer
Das Albright-Institut spielte eine wichtige Rolle für die Erforschung und Erhaltung der Schriftrollen vom Toten Meer. Die Schriftrollen enthalten etwa achthundert verschiedene Werke, die zwischen dem 2. Jahrhundert v. Chr. und dem 1. Jahrhundert n. Chr. geschrieben wurden. Dazu gehören die einzigen jüdischen Bibel-Handschriften aus jener Zeit, darunter ein Manuskript des Exodus, das etwa um 250 v. Chr. entstand. Handschriften oder Fragmente von jedem Buch in der hebräischen Bibel, außer dem Buch Ester, wurden ausgegraben, sowie viele andere, auch bisher unbekannte, jüdische religiöse Texte.
Im Frühjahr 1948 wurde das Institut von einem Vertreter des Metropoliten der syrisch-orthodoxen Kirche in Jerusalem, Mar Samuel, kontaktiert, um vier antike Schriftrollen zu authentifizieren, die er vor kurzem bei einem Antiquitätenhändler gekauft hatte. Einer der jüngeren Forscher am Institut, John C. Trever, erkannte das Alter der Manuskripte und fotografierte drei der vier Schriftrollen im Keller des Albright unter sehr ungünstigen Bedingungen. Trever schickte Kopien seiner Fotografien zu seinem Mentor, dem berühmten vorderasiatischen Gelehrten und ehemaligen Institutsdirektor William F. Albright; der beglückwünschte ihn in einem Telegramm zur „größten Handschriften-Entdeckung der Neuzeit!“
Anfang September 1948 nahm Mar Samuel erneut mit dem Albright-Institute Kontakt auf und zeigte dem damaligen Direktor Ovid R. Seller einige zusätzliche Rollen-Fragmente, die er erworben hatte. Seller konzentrierte sich dann auf die Suche nach der Höhle, in der die Schriftrollen gefunden worden waren. Ende 1948, fast zwei Jahre nach der Entdeckung der Schriftrollen, wollten die Forscher auch die Höhle finden, wo die Fragmente gelegen hatten. Es war gefährlich, so eine Suche durchzuführen. Denn als das britische Völkerbundsmandat für Palästina am 15. Mai 1948 endete, brach sofort der Palästinakrieg aus und erst im November gab es Waffenruhe. Die Höhle wurde schließlich am 28. Januar 1949 durch einen UN-Beobachter entdeckt und Seller machte die ersten Fotos der Höhle, die bald im Life-Magazin veröffentlicht wurden.
1952 organisierte Roland de Vaux, der Leiter der École biblique et archéologique française de Jérusalem, eine Suche in den Höhlen der Felsen oberhalb des Toten Meeres in der Nähe von Qumran. ASOR trat dieser Expedition bei und entdeckte Höhle 3, die Höhle, in der die berühmte Kupfer-Schriftrolle gefunden wurde. Höhle 3 war die einzige Qumran-Höhle, die komplett von professionellen Archäologen ausgegraben wurde.
Das Albright-Institut spielte weiterhin eine Rolle bei der Erforschung der Schriftrollen. In den 1990er Jahren etablierte die Vorsitzende Joy Ungerleider mit der amerikanischen Dorot-Stiftung das Dorot Dead Sea Scrolls Stipendium am Albright-Institut, um jungen amerikanischen Wissenschaftlern die Arbeit an den Schriftrollen-Fragmenten im nahe gelegenen Rockefeller Museum zu ermöglichen. Einer der ersten Träger dieses Forschungsstipendiums war Sidnie White Crawford, Vorsitzende und ehemalige Präsidentin des Instituts, die von 1989 bis 1991 im Albright lebte und an der Edition von mehreren Deuteronomium-Handschriften aus Höhle 4 arbeitete sowie an Handschriften des Pentateuch, ebenfalls aus Höhle 4. Das Albright-Institut beherbergte viele Wissenschaftler während ihrer Forschung an den Schriftrollen, einschließlich Eugene C. Ulrich (University of Notre Dame), Mark Smith (New York University) und Eileen Schuller (McMaster University). Die ehemalige Stipendiatin und Kuratoriumsmitglied Jodi Magness (University of North Carolina-Chapel Hill) hat dort das Grundlagenwerk für die Qumran-Archäologie im 21. Jahrhundert erarbeitet.

## Ausgrabung von Ekron

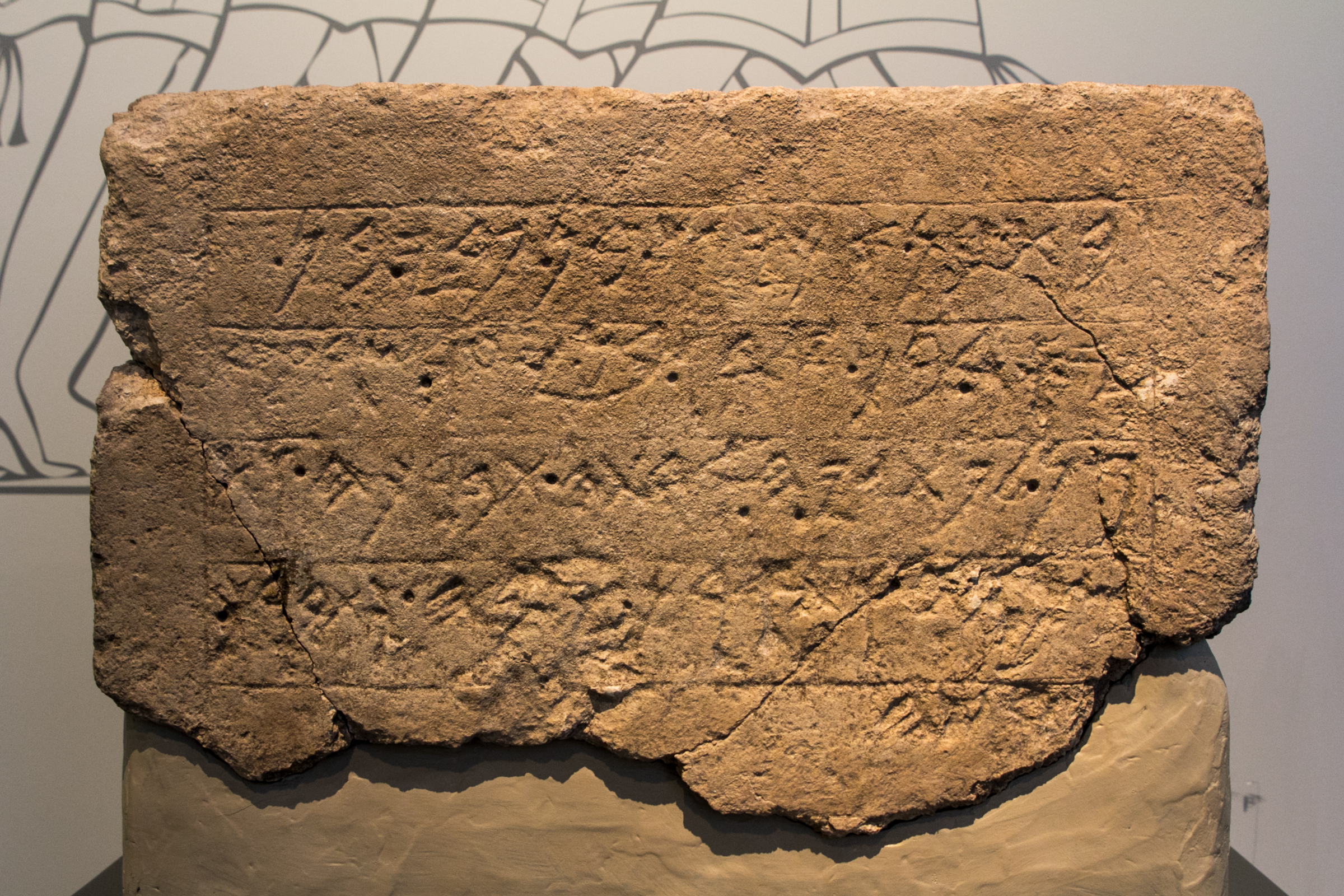
Weiheinschrift von Ekron

Die Ausgrabung am Tel Miqne (Ekron) ist ein gemeinsames Projekt des Albright-Instituts mit der Hebräischen Universität in Jerusalem. Von 1981 bis 1996 wurde die philistäische Stadt Ekron unter der Leitung von Seymour Gitin (Albright-Institut) und Trude Dothan (Hebräische Universität) ausgegraben. Dabei wurde im Jahr 1996 ein für den Korpus der biblischen Archäologie wesentliches Artefakt geborgen, das Teilstück einer in Kalkstein gemeißelten Widmungsinschrift des 7. Jahrhunderts von Ikausu, dem König von Ekron. Die Inschrift identifiziert nicht nur sicher die Fundstelle durch die Nennung des Namens Ekron, sie listet auch einige der Herrscher von Ekron auf, jeweils vom Vater zum Sohn: Yair, Ada, Yasid, Padi und Ikausu sowie den Namen der Göttin Ptgyh (oder Ptyh), der der Tempel geweiht war.
Padi und Ikausu werden als Könige von Ekron im siebten Jahrhundert v. Chr. in neuassyrischen königlichen Annalen erwähnt, was eine Basis für die Datierung ihrer Regierungszeit darstellt. Dies macht die Ekron-Inschrift zu einer Quelle für die Festlegung der Chronologie in der biblischen Spätzeit, vor allem für die Geschichte der Philister.

## Leitung und Bedeutung
Langjährige Direktoren des Instituts waren:
- William Foxwell Albright 1920–1929; 1933–1936
- Nelson Glueck 1936–1940; 1942–1947
- Paul W. Lapp 1961–1965[4]
- William G. Dever 1971–1975
- Albert E. Glock 1978–1980
- Seymour Gitin 1980–2014
- Matthew J. Adams seit 2014[5]

Seit mehr als einem Jahrhundert ist das Institut bedeutend für die archäologische Wissenschaft im Nahen Osten für Wissenschaftler aus aller Welt, die sich in der Forschung zur Vorderasiatischen und biblischen Archäologie engagieren, ebenso für Geschichte, alte Sprachen und Literatur und andere verwandte Bereiche. AIAR hatte einen großen Einfluss auf die Karrieren von zahlreichen angesehenen Gelehrten, die am Albright forschten, und Archäologen, die sich an Ausgrabungen beteiligten oder logistische Unterstützung für ihre Forschung erhielten. Dazu gehören unter anderen Frank M. Cross, Trude Dothan, Cyrus H. Gordon und Jacob Milgrom. Der Ägyptologe Flinders Petrie lebte 1933 mit seiner Frau im ASOR-Jerusalem und starb dort im Jahre 1942.